# Ян Калнберзіньш
Ян (Яніс) Калнберзіньш (17 вересня 1893 , Ліфляндська губернія  — 4 лютого 1986 , Рига ) — латиський радянський компартійний і державний діяч. Герой Соціалістичної Праці (1963). Обирався депутатом Верховної ради СРСР 1—7-го скликань. Кандидат у члени ЦК ВКП(б) у 1941—1952 роках. Член ЦК КПРС у 1952—1971 роках.

## Життєпис
Народився в родині робітника. Латиш. Член РСДРП(б) від 1917 року.
У 1919 році брав участь у спробі встановлення Радянської влади в Латвії, після поразки втік до РРФСР. Учасник Громадянської війни в Росії у складі частин латиських стрільців.
У 1923—1925 та у 1928—1929 роках навчався в Комуністичному університеті національних меншин Заходу імені Мархлевського, а у 1931—1933 роках — в Інституті червоної професури.
З 1925 по 1928 та з 1936 по 1939 роки перебував на підпільній більшовицькій роботі в Латвії. У 1939 році був заарештований і ув'язнений. Після радянської окупації Латвії у червні 1940 року був визволений.
З 21 червня 1940 року — перший секретар ЦК КП(б) Латвії і, одночасно, перший секретар Ризького міськкому КП(б) Латвії. В роки німецько-радянської війни обіймав посаду члена Військової ради Північно-Західного фронту.
Після повторної радянської окупації Латвії у 1944 році — на довоєнних посадах.
З 27 листопада 1959 року по 5 травня 1970 року — голова Президії Верховної Ради Латвійської РСР.
З травня 1970 року — на пенсії. Мешкав у Ризі, де й помер. Похований на кладовищі Райніса.

## Нагороди
- Герой Соціалістичної Праці (16.09.1963);
- сім орденів Леніна (28.06.1945, 31.05.1946, 20.07.1950, 19.09.1953, 15.02.1958, 16.09.1963, 01.10.1965);
- орден Жовтневої Революції (16.09.1968);
- орден Вітчизняної війни 1-го ступеня (01.02.1945);
- два ордени Трудового Червоного Прапора (15.09.1978, 16.09.1983);
- орден Дружби народів (14.09.1973);
- медалі.